# Ryan Fitzpatrick
(en) Statistiques sur pro-football-reference
Ryan Joseph Fitzpatrick (né le 24 novembre 1982 à Gilbert) est un joueur professionnel américain de football américain.
Il a évolué au poste de quarterback dans la National Football League (NFL) pendant dix-sept saisons au sein de neuf franchises différentes (record de l'histoire de la ligue). Il effectue son plus long séjour chez les Bills de  Buffalo (quatre saisons).
Fitzpatrick avait auparavant joué au niveau universitaire pour le Crimson de l'université Harvard où il a été le premier quarterback à gagner plus de 1 000 yards à la course. Il est ensuite sélectionné par la franchise des Rams de Saint-Louis lors de la draft 2005 de la NFL. 
En tant que membre des Buccaneers de Tampa Bay, il devient le premier quarterback à gagner plus de 400 yards à la passe lors de trois matchs consécutifs. Il ne termine que deux saisons avec un bilan positif, en 2015 avec les Jets de New York et en 2020 avec les Dolphins de Miami. Il détient le record du quarterback NFL ayant, à la passe, gagné le plus grand nombre de yards et inscrit le plus grand nombre de touchdowns sans aucune apparition en phase finale (playoffs). Il est également le seul joueur de la NFL à avoir inscrit un touchdown à la passe et s'être fait intercepter dans huit différentes équipes.
Fitzpatrick a été surnommé « Fitzmagic » à la suite de ses performances en compétition et à sa propension aux comebacks improbables.

## Biographie

### Jeunesse
Fitzpatrick fait ses études à la Highland High School de Gilbert. Il bat douze records de l'école et permet aux Hawk de Highland de participer aux play-offs du Texas pendant trois années consécutives.

### Carrière universitaire
Il entre à l'université Harvard en 2001, et débute cinq matchs en 2001 et 2002 confondu. En 2003, il obtient le poste de titulaire de l'équipe et réussit 60,1 % de ses passes sur la saison, 16 passes pour touchdowns contre 8 interceptions en sept matchs. En 2004, il lance pour 1 986 yards à la passe avec 13 passes de touchdowns et 6 interceptions.

### Carrière professionnelle
Ryan Fitzpatrick est sélectionné au septième tour du draft de la NFL de 2005 au 250e choix par les Rams de Saint-Louis. Il joue son premier match en NFL le 27 novembre 2005 face aux Texans de Houston, remplaçant lors du deuxième quart-temps Jamie Martin alors que Saint-Louis perd 24-3 à la mi-temps. Il fait une superbe seconde mi-temps et permet aux Rams de gagner le match 33-27 en période de prolongation après avoir lancé pour 310 yards à la passe et trois passes pour touchdown.
Le 1er septembre 2007, Fitzpatrick est échangé aux Bengals de Cincinnati contre une sélection de septième tour pour la draft de 2008. Après une saison 2007 ne le voyant entrer au cours d'un seul match avec Cincinnati, il signe une prolongation de contrat d'un an le 17 avril et décroche le poste de titulaire en début de saison après la blessure de Carson Palmer
Le 27 février 2009, il signe avec les Bills de Buffalo et fait sa première apparition le 18 octobre 2009 contre les Jets de New York lorsque Trent Edwards sort sur blessure. Il permet à son équipe de remporter le match après prolongation 16-13. Le 18 novembre 2009, il est nommé quarterback titulaire par l'entraîneur par intérim Perry Fewell, qui prend tout juste les rênes de l'équipe après le licenciement de Dick Jauron. Le 20 septembre, il remplace Edwards au poste de titulaire.
Le 11 septembre 2011, pour le premier match de la saison contre les Chiefs de Kansas City, il marque quatre touchdowns à la passe (plus grand nombre personnel en un match), dont deux pour Scott Chandler qui ouvre son compteur en NFL.
Le 12 mars 2013, il est libéré par les Bills. Il est recruté par les Titans du Tennessee le 18 mars 2013. il est coupé le 14 mars 2014.
Le 18 mars 2014, il signe un contrat de deux ans avec les Texans de Houston. Il est titulaire pour la majorité des matchs, jouant 12 matchs (6 victoires, 6 défaites) pour 17 touchdown, 8 interceptions et un taux de réussite de 63,1 % à la passe (197 passes réussies sur 312 tentatives). Sa saison prend fin le 14 décembre lorsqu'il se fracture le tibia dans le deuxième quart-temps contre les Colts d'Indianapolis.
Il est échangé le 11 mars 2015 aux Jets de New York contre un choix de sixième ou septième tour selon le nombre de matchs joués durant la saison 2015.
Le 15 mars 2021, il signe un contrat à Washington pour une durée d'un an et un montant de 10 millions de dollars. 
Il est titulaire lors du premier match de la saison mais subi une subluxation de la hanche lors du deuxième quart temps ce qui met fin à sa saison,. Le 2 juin 2022, Fitzpatrick annonce qu'il prend sa retraite.

## Statistiques
| Année                      | Équipe                     | MJ  |         | Passes   | Passes | Passes | Passes | Passes | Passes | Passes  |       | Courses | Courses | Courses | Courses |     | Sacks  | Sacks |  | Fumbles | Fumbles |
| Année                      | Équipe                     | MJ  | Tentées | Réussies | Pct.   | Yards  | TD     | Int.   | Éval.  | Tentées | Yards | Moy.    | TD      | Nb.     | Yards   | Nb. | Perdus |       |  |         |         |
| 2005                       | Rams de Saint-Louis        | 04  | 135     | 076      | 56,3   | 0777   | 04     | 08     | 058,2  | 14      | 064   | 4,6     | 2       | 09      | 049     | 03  | 1      |       |  |         |         |
| 2006                       | Rams de Saint-Louis        | 01  | -       | -        | -      | -      | -      | -      | -      | 03      | 0     | 0,0     | 0       | 0       | 0       | 0   | 0      |       |  |         |         |
| 2007                       | Bengals de Cincinnati      | 01  | -       | -        | -      | -      | -      | -      | -      | -       | -     | -       | -       | 0       | 0       | 0   | 0      |       |  |         |         |
| 2008                       | Bengals de Cincinnati      | 13  | 372     | 221      | 59,4   | 1 905  | 08     | 09     | 070,0  | 60      | 304   | 5,1     | 02      | 38      | 193     | 11  | 8      |       |  |         |         |
| 2009                       | Bills de Buffalo           | 10  | 227     | 127      | 55,9   | 1 422  | 09     | 10     | 069,7  | 31      | 141   | 4,5     | 1       | 21      | 127     | 03  | 0      |       |  |         |         |
| 2010                       | Bills de Buffalo           | 13  | 441     | 255      | 57,8   | 3 000  | 23     | 15     | 081,8  | 40      | 269   | 6,7     | 0       | 24      | 015     | 08  | 3      |       |  |         |         |
| 2011                       | Bills de Buffalo           | 16  | 569     | 353      | 62,0   | 3 832  | 24     | 23     | 079,1  | 56      | 215   | 3,8     | 0       | 22      | 148     | 07  | 4      |       |  |         |         |
| 2012                       | Bills de Buffalo           | 16  | 505     | 306      | 60,6   | 3 400  | 24     | 16     | 083,3  | 48      | 197   | 4,1     | 1       | 30      | 161     | 08  | 2      |       |  |         |         |
| 2013                       | Titans du Tennessee        | 11  | 350     | 217      | 62,0   | 2 454  | 14     | 12     | 082,0  | 43      | 225   | 5,2     | 3       | 21      | 109     | 09  | 4      |       |  |         |         |
| 2014                       | Texans de Houston          | 12  | 312     | 197      | 63,1   | 2 483  | 17     | 08     | 095,3  | 50      | 184   | 3,7     | 2       | 21      | 083     | 05  | 4      |       |  |         |         |
| 2015                       | Jets de New York           | 16  | 562     | 335      | 59,6   | 3 905  | 31     | 15     | 088,0  | 60      | 270   | 4,5     | 2       | 19      | 094     | 05  | 2      |       |  |         |         |
| 2016                       | Jets de New York           | 14  | 403     | 228      | 56,6   | 2 710  | 12     | 17     | 069,6  | 33      | 130   | 3,9     | 0       | 19      | 081     | 09  | 4      |       |  |         |         |
| 2017                       | Buccaneers de Tampa Bay    | 06  | 163     | 096      | 58,9   | 1 103  | 07     | 03     | 086,0  | 15      | 078   | 5,2     | 0       | 07      | 034     | 0   | 0      |       |  |         |         |
| 2018                       | Buccaneers de Tampa Bay    | 08  | 246     | 164      | 66,7   | 2 366  | 17     | 12     | 100,4  | 36      | 152   | 4,2     | 2       | 14      | 076     | 04  | 2      |       |  |         |         |
| 2019                       | Dolphins de Miami          | 15  | 502     | 311      | 62,0   | 3 529  | 20     | 13     | 085,5  | 54      | 243   | 4,5     | 4       | 40      | 209     | 09  | 5      |       |  |         |         |
| 2020                       | Dolphins de Miami          | 09  | 267     | 183      | 68,5   | 2 091  | 13     | 08     | 095,6  | 30      | 151   | 5,0     | 2       | 14      | 065     | 02  | 1      |       |  |         |         |
| 2021                       | Washington Football Team   | 01  | 06      | 03       | 50,0   | 013    | 0      | 0      | 56,2   | 01      | 02    | 2,0     | 0       | 01      | 02      | 01  | 0      |       |  |         |         |
| Totaux chez les Rams       | Totaux chez les Rams       | 05  | 0135    | 076      | 56,3   | 0777   | 04     | 08     | 58,2   | 017     | 064   | 4,5     | 2       | 09      | 049     | 03  | 1      |       |  |         |         |
| Totaux chez les Bengals    | Totaux chez les Bengals    | 14  | 0372    | 0221     | 59,4   | 01 905 | 08     | 09     | 70,0   | 060     | 304   | 5,1     | 2       | 38      | 193     | 11  | 5      |       |  |         |         |
| Totaux chez les Bills      | Totaux chez les Bills      | 53  | 1742    | 1041     | 59,8   | 11 654 | 80     | 64     | 79,8   | 175     | 822   | 4,7     | 2       | 97      | 581     | 26  | 9      |       |  |         |         |
| Totaux chez les Jets       | Totaux chez les Jets       | 30  | 0965    | 0563     | 58,3   | 06 615 | 43     | 32     | 80,3   | 093     | 400   | 4,3     | 2       | 38      | 175     | 14  | 6      |       |  |         |         |
| Totaux chez les Buccaneers | Totaux chez les Buccaneers | 14  | 0409    | 0260     | 62,8   | 03 469 | 24     | 15     | 93,2   | 051     | 230   | 4,7     | 2       | 21      | 110     | 04  | 2      |       |  |         |         |
| Totaux chez les Dolphins   | Totaux chez les Dolphins   | 14  | 0769    | 0494     | 65,3   | 05 620 | 33     | 21     | 90,5   | 084     | 394   | 4,8     | 6       | 54      | 274     | 11  | 6      |       |  |         |         |
| Totaux en carrière         | Totaux en carrière         | 166 | 5 060   | 3 072    | 60,7   | 34 990 | 223    | 169    | 82,3   | 575     | 2 623 | 4,6     | 21      | 300     | 1 576   | 84  | 30     |       |  |         |         |

## Palmarès
- Vainqueur de la Ivy League 2004 ;
- MVP de la Ivy League 2004 ;
- Joueur offensif du mois de septembre 2011 dans l'American Football Conference (AFC) .